# Melres e Medas
Melres e Medas (llamada oficialmente União das Freguesias de Melres e Medas) es una freguesia portuguesa del municipio de Gondomar, distrito de Oporto.

## Historia
Fue creada el 28 de enero de 2013 en aplicación de una resolución de la Asamblea de la República de Portugal promulgada el 16 de enero de 2013 con la unión de las freguesias de Medas y Melres, pasando su sede a estar situada en la antigua freguesia de Melres.

## Demografía
| Gráfica de evolución demográfica de Melres e Medas entre 2011 y 2021 |
|                                                                      |
| Datos según el nomenclátor publicado por el INE portugués.           |